# Маремма

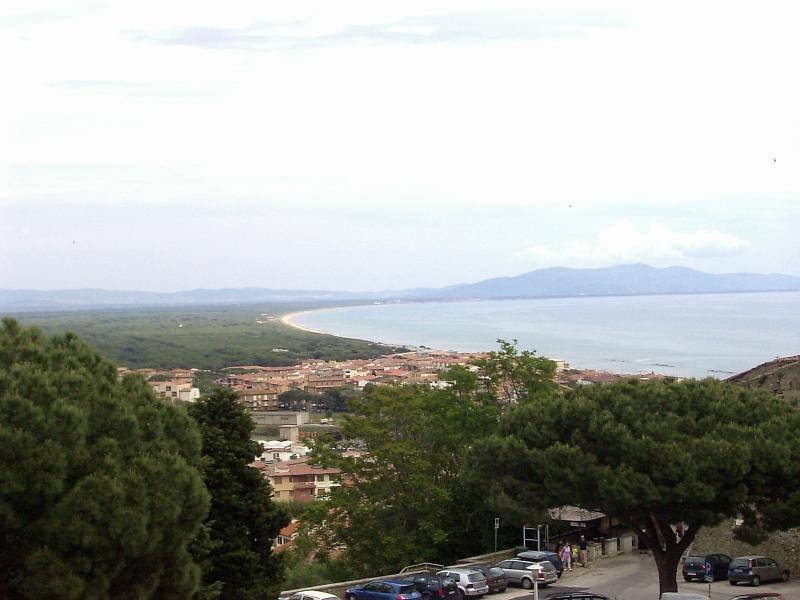
Побережье Мареммы

Маремма (итал. Maremma) — географическая область на западном побережье Апеннинского полуострова, полоса низменных, ранее заболоченных участков в (итальянской области Тоскана. Наиболее значительный город — Гроссето.
Тянется с перерывами от устья реки Арно до Неаполитанского залива. Общая площадь Мареммы — около 5 тыс. км². На осушенных участках высеивают травы, выращивают рис, занимаются пастбищным животноводством. После осушения болот область превратилась в популярное место туризма. Здесь также активно ведутся археологические раскопки.